# Live at the Royal Albert Hall (The Who)
Live at The Royal Albert Hall is een driedelige cd-box van de Britse rockband The Who, uitgegeven in 2003.

## Geschiedenis
De cd werd opgenomen naar aanleiding van een benefietconcert dat gegeven werd ten gunste van het goede doel Teenage Cancer Trust, wat zich inzet voor het bestrijden van kanker bij tieners. De eerste twee discs werden opgenomen op 27 november 2000 tijdens dit concert en de derde disc werd opgenomen op 8 februari 2002, tijdens de laatste show van The Who met bassist John Entwistle, die voor de tour door Amerika van 2002 overleed. Het concert, dat weergegeven wordt op de eerste twee discs wordt verzorgd door de leden van The Who, vergezeld met drummer Zak Starkey en een aantal special guests, te weten: Nigel Kennedy, Paul Weller, Eddie Vedder, Bryan Adams en Noel Gallagher.
Er werd ook een dvd uitgebracht van het concert. Een aantal nummers echter, (wel hoorbaar op de cd) staan niet op de dvd. In de track listing staan deze nummers met twee asterisken (**) aangegeven.

## Tracklist
(Alle nummers zijn geschreven door Pete Townshend, tenzij anders aangegeven.)

### Cd 1
1. I Can't Explain
2. Anyway, Anyhow, Anywhere (Daltrey-Townshend)
3. Pinball Wizard
4. Relay
5. My Wife (Entwistle)
6. The Kids Are Alright
7. Mary Anne With the Shaky Hand**
8. Bargain
9. Magic Bus
10. Who Are You
11. Baba O'Riley [ft. Nigel Kennedy]

### Cd 2
1. Drowned
2. Heart to Hang Onto
3. So Sad About Us [ft. Paul Weller]
4. I'm One [ft. Eddie Vedder]
5. Gettin' in Tune [ft. Eddie Vedder]**
6. Behind Blue Eyes [ft. Bryan Adams]
7. You Better You Bet
8. The Real Me
9. 5:15
10. Won't Get Fooled Again [ft. Noel Gallagher]
11. Substitute [ft. Kelly Jones]
12. Let's See Action [ft. Eddie Vedder]
13. My Generation
14. See Me, Feel Me [ft. Bryan Adams & Eddie Vedder]

### Cd 3 (bonusnummers)
1. I'm Free**
2. I Don't Even Know Myself
3. Summertime Blues (Capehart-Cochran)
4. Young Man Blues (Allison)